# Live at the Royal Festival Hall
Live at the Royal Festival Hall is een livealbum van Steve Hackett uit 2019, opgenomen eind 2018. Steve Hackett wordt daarin begeleid door de Genesis Revisited Band and Orchestra. Hackett, in de jaren zeventig gitarist bij Genesis, toert vanaf 1996 (album Genesis Revisited) regelmatig met muziek waarbij de nadruk ligt op die periode; andere concertreeksen wijzen meer op de muziek uit zijn soloperiode. Daarbij geeft dit album een nieuwigheidje, doordat de gitarist wordt begeleid door band en een 41-koppig orkest (The Heart of England Orchestra). Het album is opgenomen tijdens concerten in de Royal Festival Hall.
Het album haalde in een beperkt aantal landen (Zwitserland, Duitsland, België en Spanje) een notering in de albumlijst, al was het maar voor een week.

## Musici
- Steve Hackett – gitaar, zang
- Roger King – toetsinstrumenten
- Nad Sylvan – zang, tamboerijn
- Rob Towsend - sopraansaxofoon, dwarsfluit, percussie, zang, toetsinstrumenten, baspedalen
- Gary O'Toole – drumstel, zang
- Jonas Reingold – basgitaar, baspedalen, zang

Met
- John Hackett – fluit
- Amanda Lehmann - zang

## Muziek
| Nr. | Titel                           | Duur  |
| --- | ------------------------------- | ----- |
| 1.  | Dance on a volcano              | 6:36  |
| 2.  | Out of the body                 | 3:20  |
| 3.  | The steppes                     | 7:16  |
| 4.  | Firth of Fifth                  | 10:44 |
| 5.  | Dancing with the moonlit knight | 8:33  |
| 6.  | Akoestische gitaar solo         | 0:19  |
| 7.  | Blood on the rooftops           | 5:53  |
| 8.  | Shadow of the Hierophant        | 11:27 |

| Nr. | Titel               | Duur  |
| --- | ------------------- | ----- |
| 1.  | In that quiet earth | 5:20  |
| 2.  | Afterglow           | 4:24  |
| 3.  | Serpentine song     | 7:10  |
| 4.  | El Nino             | 4:04  |
| 5.  | Supper's ready      | 28:01 |
| 6.  | The musical box     | 12:08 |